# Insurrection Act

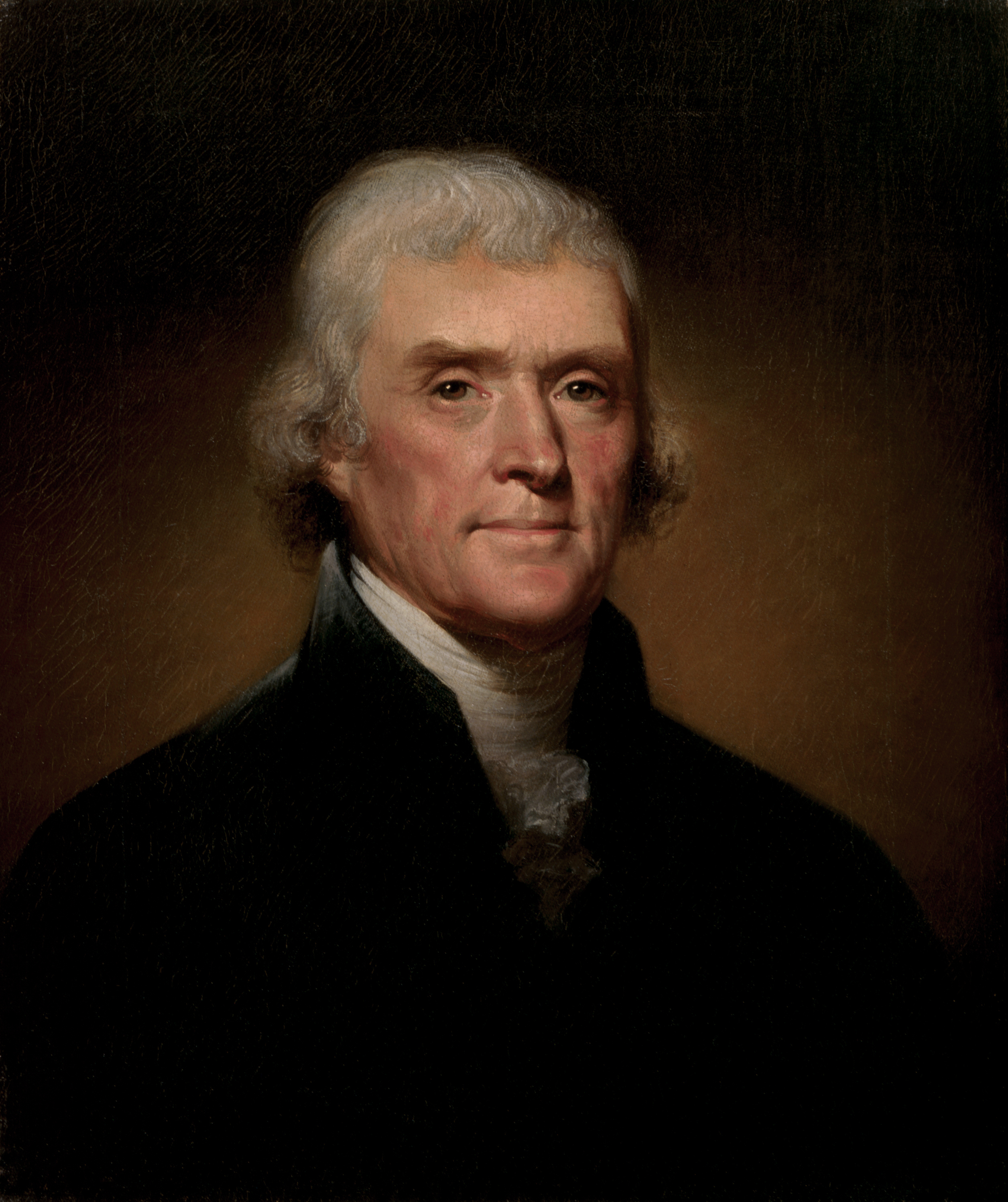
Thomas Jefferson, ondertekenaar van de Insurrection Act.

De Insurrection Act is een federale wet in de Verenigde Staten, ondertekend door president Thomas Jefferson op 3 maart 1807 die de bevoegdheden van de president van de Verenigde Staten regelt om op Amerikaans grondgebied militaire troepen in te zetten in geval van onrusten, opstanden en rebellie. Het doel van deze wet is de presidentiële macht te beperken en de bevoegdheid om zulke situaties te beheersen in de eerste plaats aan lokale en statelijke autoriteiten op te dragen. Samen met de Posse Comitatus Act uit 1878 is deze wet de voornaamste rechtsbron die de bevoegdheden van de president aangaande binnenlandse ordehandhaving beperkt.